# Ángel Melogno
Ángel Melogno (Montevideo, 22 marzo 1905 – 27 marzo 1945) è stato un calciatore uruguaiano, di ruolo centrocampista. Campione olimpico nel 1928 e campione del Mondo nel 1930 con la nazionale uruguayana.

## Carriera
Giocò nel Club Atlético Bella Vista.
Con l'Uruguay vinse la medaglia d'oro ai Giochi Olimpici di Amsterdam nel 1928 e la medaglia d'oro al primo Campionato mondiale di calcio del 1930, competizione in cui no scese mai in campo.

## Palmarès

### Giocatore

#### Nazionale
- Oro olimpico: 1

Amsterdam 1928
- Campionato mondiale: 1

Uruguay 1930